# Insetti sociali

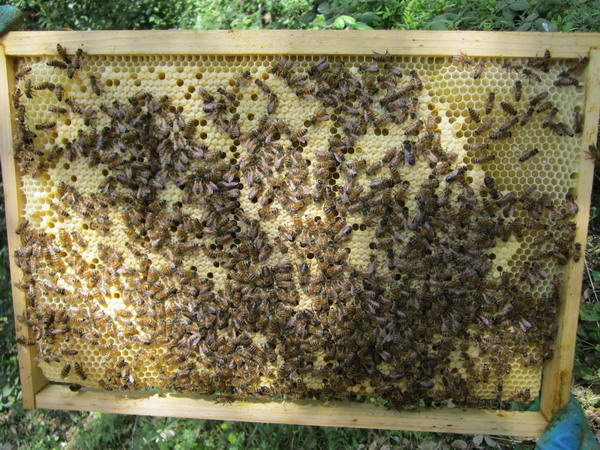
L'allevamento della cooperazione, visto qui in un alveare, è una condizione di eusocialità.

Gli insetti sociali sono insetti che formano colonie strutturate con mansioni individuali diversificate, appartengono a due ordini; il più antico è quello degli isotteri (tèrmiti) interamente sociale, il secondo quello degli imenotteri, che comprende vespe, api e formiche che presentano anche forme non sociali.

## Differenza dalle aggregazioni
Vi è una differenza importante tra le generiche aggregazioni di insetti e le società. Le aggregazioni sono dovute alla convergenza verso un comune bisogno. Nelle aggregazioni talvolta gli individui cominciano a svelare una certa interattrazione, e pertanto si parla di gregarietà, che può essere semplice oppure di tipo coordinato. Nel primo caso, gli individui, pur mantenendosi in contatto per effetto di interattrazione, manifestano indipendenza di movimenti; nel secondo caso, gli individui compiono azioni coordinate, come accade, ad esempio, nello spostamento in massa di un'orda di cavallette.

## Esempi di insetti sociali

### Api
Nell'ape, la regina è l'unica femmina fertile dell'alveare. Le altre femmine, dette operaie, eseguono tutti i lavori necessari per la sopravvivenza della comunità: cura delle larve e della regina, costruzione e riparazione dell'alveare, raccolta di nettare e polline (api bottinatrici), produzione di miele, cera e pappa reale, difesa.
La regina, più grossa, ha anche una vita più lunga di quella delle operaie (alcuni anni anziché pochi mesi). La sua unica occupazione è la deposizione delle uova e nei bombi la fondazione del nido. Essa produce un feromone che inibisce lo sviluppo degli organi riproduttori delle operaie. In caso di morte della regina, e se non esistono uova con età inferiore a tre giorni, una delle operaie sviluppa gli organi riproduttori e tenta di sostituire la regina anche se da lei nasceranno solo fuchi perché non è stata fecondata.
Per quasi tutto l'anno, la regina depone uova da cui si ottengono operaie. Nella stagione adatta, alcune uova di sesso femminile sono poste in celle più grandi, le celle reali, e le larve che ne nascono sono nutrite con pappa reale. Nel frattempo vengono deposte uova che produrranno i maschi, le cui larve si sviluppano in celle apposite.
La regina che sfarfalla per prima uccide le larve "concorrenti" e prende il posto della vecchia regina. Quest'ultima, con parte delle operaie, sciama per costruire un nuovo alveare.
La nuova regina esegue il volo nuziale, con i maschi con cui si accoppia. Essa accumula gli spermatozoi in un organo apposito, che li mantiene vitali e le permette di fecondare le uova che man mano produce nel corso della sua vita. I maschi vengono abbandonati.
Le api sono insetti evoluti, olometaboli e con appendici specializzate, come il pungiglione addominale. Hanno un comportamento complesso, in cui spicca la danza con la quale un'ape bottinatrice comunica alle compagne direzione e distanza di una fonte di cibo che ha trovato.

### Formiche
Altri insetti sociali molto noti sono le formiche. La loro organizzazione è simile a quella delle api.
Le formiche sono onnivore. Le operaie sono prive di ali, e anche la regina se le strappa dopo il volo nuziale.
Vi sono specie di formiche che coltivano funghi nei formicai, altre che accudiscono piccoli insetti, gli afidi, per ricavarne una secrezione zuccherina che "mungono".
Vi sono pure formiche schiaviste che rapiscono larve di altre specie di formiche e utilizzano come operaie gli adulti che si sviluppano da esse.

### Termiti
Sono abbastanza note anche le termiti, che si nutrono di legno e costruiscono nidi con la consistenza del cemento.

## Una "sfida" al concetto di selezione naturale
Viene chiamato selezione naturale il processo, determinato dall'ambiente, per cui individui con caratteristiche diverse hanno un diverso successo riproduttivo. In questo modo, le caratteristiche ereditarie favorite dalla selezione naturale si conservano o, se inizialmente rare, divengono sempre più comuni nella popolazione.
Se effettivamente la selezione naturale ha un ruolo essenziale nell'evoluzione, si deve aspettare che proprietà importanti delle specie viventi, o di gruppi di livello superiore, siano spiegabili come adattamenti che aumentano il successo riproduttivo di chi le possiede, o almeno che non siano dannose in questo senso.
Gli insetti sociali mostrano una caratteristica che, di primo acchito, sembra incompatibile con il ragionamento precedente. Infatti, le femmine sono predisposte a "rinunciare" alla riproduzione se si sviluppano in celle normali e sono esposte al feromone della regina.
Tale caratteristica ereditaria porta, nella stragrande maggioranza dei casi, ad un successo riproduttivo nullo. Sappiamo inoltre che gli insetti sociali discendono da specie solitarie, in cui ogni individuo sviluppa una sua capacità riproduttiva.
Lo sviluppo di tali comportamenti sociali rispecchia un caso particolarmente eclatante di altruismo, ossia di comportamento che riduce il successo riproduttivo di chi li mette in atto, a vantaggio di cospecifici.
In effetti un organismo, tranne che nel caso della riproduzione asessuale, non produce individui identici a sé. La forma più frequente di riproduzione sessuale, quella anfigonica, implica che ognuno dei genitori dia ad ogni figlio metà dei propri geni. Il nuovo nato riceve metà del proprio patrimonio ereditario dal padre e metà dalla madre. Ogni figlio fornisce continuità a metà del patrimonio ereditario del genitore. Queste caratteristiche dell'individuo che si è riprodotto, nelle generazioni successive si rimescolano e si diluiscono nella popolazione, quelli che mantengono continuità, salvo mutazioni, sono i geni.
Un organismo non è però l'unico possessore dei suoi geni: quelli che ha ricevuto dai genitori saranno stati dati in parte anche a fratelli e sorelle. In media, due fratelli hanno 1/2 dei geni in comune, proprio come genitore e figlio. Tra zio e nipote i geni in comune saranno 1/4, tra cugini 1/8 etc. 
Ne consegue che, dal punto di vista della sopravvivenza dei geni, avere un figlio o un fratello è esattamente la stessa cosa, avere due nipoti è lo stesso che avere un figlio, e così via.
La rinuncia a prolificare, per permettere ad uno stretto consanguineo di avere molti discendenti, è quindi una "strategia" premiata dalla selezione naturale se la quantità di propri geni che un individuo trasmette "indirettamente" è maggiore di quella che trasmetterebbe riproducendosi da sé.
Nel caso delle api, la regina che si riproduce è madre o sorella delle operaie che la aiutano, e produce molti più discendenti di quanti potrebbe produrne un'ape solitaria.
Occorre anche considerare che tutti gli insetti sociali, ad eccezione delle termiti, appartengono all'ordine degli Imenotteri. In tale gruppo, i maschi vengono prodotti per partenogenesi da uova non fecondate. Come risultato, i maschi sono aploidi, e producono spermatozoi che contengono tutti i loro geni, e sono quindi tutti uguali tra loro (questo comportamento, comune solo a imenotteri e pochi altri insetti, si chiama aplodiploide).
Dunque, due api operaie se generate da stesso padre hanno metà del loro corredo genico identico. L'altra metà del materiale genetico deriva da madre e in media le sorelle condividono 1/2 dei cromosomi dati dalla madre. Ne risulta quindi che due sorelle hanno in media 3/4 di geni in comune. Ipotizzando per assurdo che un'ape operaia sia fertile e generi prole essa avrebbe in comune con la sua prole 1/2 del corredo genico. Appare dunque più conveniente rinunciare alla riproduzione per salvaguardare e aiutare le sorelle al fine di portare avanti nel tempo i propri geni..
Nel caso delle termiti, che non sono aplodiploidi, il ragionamento è diverso: all'interno di una colonia re e regina sono solitamente fratello e sorella. Infatti, quando uno o entrambi i membri della famiglia reale muoiono, il loro ruolo viene preso da due operaie (sia maschi che femmine, al contrario degli imenotteri). In questo caso, soprattutto nei nidi più vecchi, il livello di parentela fra due qualsiasi operaie può arrivare al 100% dei geni. Ancora una volta, è più vantaggioso accudire fratelli che figli.